# Abigail (futebolista)
Abigail Conceição de Souza (Porto Alegre, 12 de outubro de 1921 — Porto Alegre, 27 de dezembro de 2007) foi um futebolista brasileiro.

## Carreira
Começou a jogar futebol aos doze anos de idade. Abigail era lateral e jogou no Força e Luz, clube porto-alegrense atualmente extinto. Em fevereiro de 1942, aos vinte anos, foi contratado pelo Internacional, onde fez parte do lendário "Rolo Compressor" colorado (tido por alguns críticos como o maior time que existiu no Rio Grande do Sul).
Na famosa campanha do hexacampeonato gaúcho do Internacional, Abigail conquistou quatro dos seis títulos. Além disso, atuou num Grenal de 1948, famoso clássico em que o Inter aplicou uma goleada de 7 a 0 sobre o tricolor gaúcho, uma das maiores goleadas do clássico.
Também participou da Seleção Gaúcha de Futebol.

## Títulos
Internacional
- Campeonato Gaúcho de Futebol: 1942, 1943, 1944, 1945, 1947 e 1948.
- Campeonato de Porto Alegre: 1942, 1943, 1944, 1945, 1947 e 1948.